# Martim Longo
Martim Longo is een plaats (freguesia) in de Portugese gemeente Alcoutim en telt 1 384 inwoners (2001).